# Агнешка (придворная)
Агнешка (пол. Agnieszka; умерла после 1572), была польской придворной карлицей на службе у Софии Ягеллонки, герцогини Брауншвейг-Люнебургской. Она была личной фавориткой и секретарем Софьи.
Агнешка, вероятно, служила Софии в Польше до замужества. Она принадлежала к польской свите из 500 человек, сопровождавших Софию из Польши в её новую жизнь в Германии после её свадьбы с Генрихом V, герцогом Брауншвейг-Люнебургским в феврале 1556 года. В отличие от большинства польских придворных, Агнешка осталась с Софьей при её новом дворе в Германии, в замке Вольфенбюттель. Она имела влиятельное положение при дворе как наперсница и секретарь Софии. Она вела переписку между Софьей и её могущественными родственниками, такими как её брат, король Польши, и её сестра, королева Швеции. В 1568 году она сопровождала Софию до её вдовьего двора и помогла ей превратить его в культурный центр. После 1572 года она помогала Софии в её работе по защите завещания её покойного брата. Год её смерти неизвестен, но известно, что она была жива в 1572 году. Её положение зеркально отражает Доротея Острельская, чья жизнь при дворе сестры Софьи Катерины Ягеллон является почти точной копией.